# Translet
Als Translet bezeichnet man in Anlehnung an Applets meist in Java geschriebene, als Java-Bytecode vorliegende Module für XML-Transformationen in XSLT, welche in TrAX-kompatiblen XSLT-Prozessoren wie z. B. Xalan ausgeführt werden können.
Der Vorteil gegenüber der Ausführung von XSLT liegt in der Geschwindigkeit, in der die bereits übersetzten Translets im Gegensatz zu den zu interpretierenden XSLT-Stylesheets ausgeführt werden können.